# Yeni Özgür Politika
Die Yeni Özgür Politika (türkisch, deutsch Neue Freie Politik) ist eine der Untergrundorganisation PKK nahestehende türkisch- und kurdischsprachige Tageszeitung, die seit Januar 2006 in Deutschland erscheint. Sie wurde nach dem Verbot ihres Vorgängers Özgür Politika gegründet.

## Geschichte

### Özgür Politika
Wegen angeblicher „Eingliederung in die Gesamtorganisation“ der PKK wurden am 5. September 2005 der in Neu-Isenburg bei Frankfurt am Main ansässige Verlag sowie Wohnungen von Mitarbeitern durchsucht und die Zeitung vom Bundesinnenministerium verboten. Vorangegangen war im Juni 2005 der Abdruck der Gründungserklärung der Koma Komalên Kurdistan (Gemeinschaft der Kommunen Kurdistans) in der Özgür Politika, weiters die Anschlagserie auf Touristen in der Türkei im Sommer 2005.
Das Bundesamt für Verfassungsschutz bestätigt die Vorwürfe. So heißt es im Verfassungsschutzbericht 2005: „Beide Medien sind aufgrund ihrer strukturellen Anbindung und inhaltlichen Ausrichtung als „Sprachrohre“ des KONGRA GEL anzusehen.“ Auch in den Verfassungsschutzberichten 2006 und 2007 wird die Zeitung als Sprachrohr der Organisation angesehen.
Die Deutsche Journalisten-Union (DJU), die zur Gewerkschaft Verdi gehört, kritisierte das Vorgehen des Bundesinnenministeriums noch am Tag des Bekanntwerdens als „völlig überzogen“.
Der Vollzug des Erlasses wurde vom Bundesverwaltungsgericht zunächst ausgesetzt. Mittlerweile wurde das Verbot aufgehoben, das Bundesinnenministerium unterlag in einem von fünf Punkten in einem Rechtsstreit gegen die Herausgeber. Das Verbot wurde aus Rechtsgründen, d. h. ohne Beurteilung der Tatsachengrundlagen, durch das Bundesverwaltungsgericht aufgehoben.

### Yeni Özgür Politika
Seit dem 16. Januar 2006 erscheint unter dem Namen Yeni Özgür Politika (Neue Özgür Politika) eine neue Tageszeitung in Deutschland. Sie wird in türkischer und kurdischer Sprache publiziert. Der Name bedeutet „Neue freie Politik“.  So werden verstärkt Aufrufe an die kurdische Jugend wiedergegeben, sich der Untergrundorganisation HPG in den nordirakischen Bergen anzuschließen. Auch im Bundesverfassungsschutzbericht von 2009 wird Yeni Özgür Politika erwähnt: „Für die Anhänger der PKK von besonderer Bedeutung ist die in Deutschland herausgegebene Tageszeitung „Yeni Özgür Politika“ (YÖP).“

## Deutschland
Eine Redaktion der Zeitung befindet sich in Frankfurt. Zeitweise konnte die Zeitung nur von dort aus erscheinen. Die Auflage beträgt laut nordrhein-westfälischem Verfassungsschutz rund 30.000 Exemplare. Einzelne Artikel erscheinen online auch auf Deutsch.